# Довнар, Андрей Владимирович
Андрей Владимирович Довнар (бел. Андрэй Уладзіміравіч Доўнар; род. 29 января 1973, Минск) — белорусский футболист и тренер. С 2015 года главный тренер юношеского состава футбольного клуба «Минск».

## Клубная карьера
Профессиональную карьеру начал в 1992 году, в возрасте 19 лет, начал профессиональную карьеру в минском клубе СКИФ-РШВСМ. С 1992 по 1995 года играл за «Динамо-93». Следующие 2 сезона провёл в минском «Динамо». С 1998 по 1999 года играл за столичное «Торпедо». Также Довнар выступал за солигорский «Шахтёр», мозырьскую «Славию» и «Минск» (основная команда и дубль).

## Карьера в сборной
Дебют за национальную сборную Беларуси состоялся 7 июня 1995 года в матче квалификации на ЧЕ 1996 против сборной Нидерландов (1:0). Всего Довнар провёл за сборную 14 матчей.